# Metepeira revillagigedo
Metepeira revillagigedo är en spindelart som beskrevs av Piel 200. Metepeira revillagigedo ingår i släktet Metepeira och familjen hjulspindlar. Inga underarter finns listade i Catalogue of Life.